# Keesegg
Das Keesegg (auch Keeseck) ist ein 3173 m ü. A. hoher Berg im Defereggental, im Nationalpark Hohe Tauern in Osttirol.
Er ist der höchste Gipfel des Panargenkamms, einer Bergkette, die das Defereggental im hinteren Teil (d. h. beginnend kurz hinter St. Jakob in Defereggen) auf der nördlichen Seite begrenzt. Die Schreibweise bzw. Namensgebung ist nicht eindeutig. In manchen Karten wird der Berg auch als Keeseck bezeichnet. In die Schlagzeilen geriet der Berg durch den Tod des neunjährigen Jakub Tejkl. (siehe auch Rotenmanntörl).

## Touren
Es gibt keine markierten Wege hinauf zum Keeseck-Gipfel. Ein Aufstieg empfiehlt sich daher nur für erfahrene Bergsteiger. Das Keeseck kann erreicht werden
- von der Neuen Reichenberger Hütte (2586 m), Gehzeit rund 4 Stunden: Von der Daberlenke aus Richtung Süden auf der Seitenmoräne des Panargenkees, rechts am Gamsköpfl vorbei. Über den steilen Nordgrat kletternd, erreicht man das obere Firnfeld. Den Gipfel ersteigt man nun in westlicher Richtung.
- von der Oberhaus-Alm (1786 m), Gehzeit 6 Stunden: Am Großbachsee vorbei
- vom Rotenmanntörl (2997 m), Gehzeit 3 Stunden: Über das Panargenkees und das Daberkees

## Gipfel in der Umgebung
- Totenkarspitze (3133 m)
- Panargenspitze (3117 m)
- Alplesspitze (3149 m)
- Seespitze (3021 m)
- Reichenberger Spitze (3030 m)